# Xavier Temmerman
Pierre François Xavier Temmerman (Duffel, 2 april 1850 - Heverlee, 13 april 1920) was een Belgisch kanunnik en zeer actief in de ontwikkeling van het onderwijs in het Leuvense, en was de initiatiefnemer voor de oprichting van wat nu het Heilig-Hartinstituut te Heverlee is, een van de grootste scholen in Vlaanderen.
Xavier Temmerman werd te Duffel geboren als 4de in een gezin van 8 kinderen, zoon van Pierre Joseph Temmerman en Jeanne Stalpaert en genoot er een katholieke opvoeding. Twee zussen en drie tantes langs moeders zijde zijn ingetreden bij de dochters van Marie in het Paridaensinstituut te Leuven. In de voetsporen van zijn dooppeter Pierre François Xavier de Ram wordt hij in 1873 priester gewijd tot en vertrekt hij op zijn 24ste naar Leuven, om er privéleraar te worden van de kinderen van notaris Jules Roberti, waar hij bijna 20 jaar zal blijven. Roberti was een katholiek politicus in Leuven, samen met Frans Schollaert. Vanuit die positie en met zijn katholieke opvoeding voelt Temmerman dat er een grote nood is aan degelijk onderwijs voor de jeugd van Leuven en omgeving. Buiten het basisonderwijs was er, zeker voor de meisjes van minder gegoede afkomst, bijna geen mogelijkheid om te studeren.
Temmerman was ervan overtuigd dat er nood was aan onderwijs gericht op huishoudelijke vorming voor meisjes, omdat hij daarmee meer stabiliteit wil brengen in de arbeidersgezinnen, zodat de dochters minder snel in de fabrieken terechtkomen. Deze vrij revolutionaire visie verdedigde hij tijdens een uiteenzetting in het Congrès des œuvres sociales te Luik in 1886.
Met de steun van de Leuvense katholieke politici achter de hand voor de concrete uitwerking, overtuigt hij zijn hiërarchie dat er nood is aan een school in Leuven die beantwoordt aan zijn visie. Daarom richt hij in 1887 het "Gesticht van het H.-Hart en van de Onbevlekte ontvangenis" op. Eerst gevestigd in het centrum van Leuven, verhuist de school vrij snel naar de Naamsesteenweg te Heverlee. Hij krijgt hierbij de hulp van de zusters Annunciaten uit Huldenberg. Hij gebruikt vanzelfsprekend ook zijn financiële en politieke contacten, zoals de architect Joris Helleputte die het schoolgebouw in Heverlee ontwierp. Helleputte was trouwens de schoonbroer van Schollaert, ondervoorzitter van het schoolcomité.
Ook gaat hij te rade bij Don Rua, naaste medewerker van Don Bosco te Turijn om zich meer in te werken in opvoedingsmethodes om met deze kinderen te werken.
Temmerman was ook actief rond het missiewerk, en was voorstander van het uitsturen van Europese religieuzen als missionaris. Andersom nam hij ook twee meisjes uit het toenmalige Kongo op in zijn school, om ze later als religieuzen te laten werken in hun thuisland.
In 1907 wordt Temmerman door zijn hiërarchie verplicht afstand te doen van zijn functies in de school. Er wordt hem verweten verantwoordelijk te zijn voor de financiële problemen die er heersen.
Vanaf 1908 is Temmerman als aalmoezenier actief in het Belgisch leger, eerst te Leuven en nadien op nationaal niveau. Na de Eerste Wereldoorlog keert hij terug naar Leuven.
Hij overlijdt er op 13 april 1920.